# Disco Mix Club
Pour les articles homonymes, voir DMC.
Le Disco Mix Club (DMC) est une organisation internationale de disc jockeys créée par le DJ britannique Tony Prince et sa femme Christine Hall en février 1983, connue pour son championnat international de DJs hip-hop (platinisme).

## Historique
Le DMC est en premier lieu un label de remix, sous licence British Phonographic Industry, qui n’est pas destiné au marché grand public mais plutôt réservé exclusivement aux DJs professionnels ou passionnés. Le DMC commercialise tous les mois des mégamixes et des remixes conçus par d’autres DJs, et publie la revue hebdomadaire Update. Le mensuel Mixmag était publié par le DMC à l'origine, mais il a été racheté en janvier 1997 par le groupe de presse britannique EMAP, puis repris en décembre 2005 par Development Hell.
Les premiers DJs qui ont créé les mégamixes et les remixes sont, parmi les plus connus : Alan Coulthard (qui est d’ailleurs le créateur du mot « mégamix » repris pour le compte du DMC), Sanny Xenokottas (Sanny X), Les Adams, Chad Jackson, Dave Seaman, Steve Anderson, Peter Slaghuis, Daniel Culot (Dj jaguar-de 1986 à 1990 est notamment l'un des créateurs/producteurs Belges du mouvement New-beat en 1988), Paul Dakeyne et Ben Liebrand. En février 1983, les mégamixes et les remixes étaient d’abord vendus sous forme de cassettes audio, puis sous forme de vinyles à partir de juillet 1984. À compter de 1989 ils sont édités à la fois en CD et en vinyles, et ils ne sont actuellement proposés que sous forme de CD.
Le DMC, dont le siège social est situé à Slough dans le comté du Berkshire à l'ouest de Londres, dispose également de bureaux à New York et possède un réseau de correspondants dans des antennes réparties dans plus d’une trentaine de pays différents.

## Championnat DMC
Le DMC organise également le championnat annuel des DJs depuis 1985, qui est devenu une compétition internationale depuis 1986. C’est un championnat de mixage dont le principe consiste à enchaîner rapidement des disques avec une configuration matérielle standard comportant deux platines vinyles et une table de mixage. Initialement conçue comme un championnat de mixage au tempo, cette compétition va très rapidement évoluer vers des critères de prestations faisant appel à des aspects plus caractéristiques comme le scratch et le beat juggling qui sont des techniques du turntablism. Depuis l’an 2000, le championnat du monde des DJs DMC se décline en trois catégories différentes :
- le championnat en individuel (prestation de 6 minutes pour chaque DJ finaliste)
- le championnat par équipes (prestation de 6 minutes pour chaque équipe finaliste)
- la Battle for World Supremacy (affrontement deux par deux par confrontation de prestations de 2 fois 1 minute et demi pour chaque DJ finaliste)

Depuis 2011, les participants peuvent utiliser des logiciels d'émulation de vinyle comme le Scratch Live de Serato, en plus des vinyles traditionnels.

### Championnats DMC en individuel
| 2020 : DJ Skillz France                                                         | 2019 : DJ Skillz France                                                                               | 2018 : DJ Skillz France                                                           |
| 2017 : DJ Rena Japon                                                            | 2016 : 1. DJ Yuto Japon 2. DJ Brace Canada 3. DJ Traps États-Unis                                     | 2015 : 1. Vekked Canada                                                           |
| 2014 : 1. Mr Switch Royaume-Uni                                                 | 2013 : 1. DJ Fly France 2. Ritchie Ruftone Royaume-Uni 3. Jon 1st Royaume-Uni                         | 2012 : 1. DJ Izoh Japon 2. DJ Precision États-Unis 3. Ritchie Ruftone Royaume-Uni |
| 2011 à Londres : 1. DJ Vajra États-Unis 2. DJ Izoh Japon 3. DJ Co-Ma Japon      | 2010 : 1. DJ LigOne France 2. DJ CO-MA Japon 3. DJ Blu Japon                                          | 2009 : 1. DJ Shiftee États-Unis 2. DJ Coma Japon 3. DJ LigOne France              |
| 2008 : 1. DJ Fly France 2. DJ Slyce États-Unis 3. DJ Co-Ma Japon                | 2007 : 1. DJ Rafik Allemagne 2. DJ Yasa Japon 3. DJ Fly France                                        | 2006 : 1. DJ Netik France 2. DJ Yasa Japon 3. DJ Rafik Allemagne                  |
| 2005 : 1. Ie.Merge États-Unis 2. DJ Pfel France 3. DJ Izoh Japon                | 2004 : 1. Ie.Merge États-Unis 2. DJ Rafik Allemagne 3. DJ Dopey Canada                                | 2003 : 1. DJ Dopey Canada 2. DJ Enferno États-Unis 3. DJ Quest Royaume-Uni        |
| 2002 : 1. DJ Kentaro Japon 2. DJ Skully Royaume-Uni 3. DJ Dopey Canada          | 2001 : 1. Plus One Royaume-Uni 2. DJ Klever États-Unis 3. DJ Kentaro Japon & P Money Nouvelle-Zélande | 2000 : 1. DJ Craze États-Unis 2. DJ Dexta Australie 3. Mr Thing Royaume-Uni       |
| 1999 : 1. DJ Craze États-Unis 2. Tony Vegas Royaume-Uni 3. DJ P-Trix États-Unis | 1998 (à Paris): 1. DJ Craze États-Unis 2. DJ Crazy-B France 3. DJ A-Trak Canada                       | 1997 : DJ A-Trak Canada                                                           |
| 1996 : DJ Noize Danemark                                                        | 1995 : DJ Roc Raida États-Unis                                                                        | 1994 : année sans championnat                                                     |
| 1993 : Dreamteam (Mixmaster Mike and DJ Qbert) États-Unis                       | 1992 : Rocksteady DJs (Mix Master Mike, DJ Qbert, and DJ Apollo) États-Unis                           | 1991 : DJ David Allemagne                                                         |
| 1990 : DJ David Allemagne                                                       | 1989 : Cutmaster Swift Royaume-Uni                                                                    | 1988 : DJ Cash Money États-Unis                                                   |
| 1987 : Daniel Culot Belgique and Chad Jackson Royaume-Uni                       | 1986 : DJ Cheese États-Unis                                                                           | 1985 : Roger Johnson Royaume-Uni                                                  |

### Championnats DMC par équipes
| |                                                                                  | |
| | 2015 : 1. 9 O'Clock France                                                       | 2014 : 1. 9 O'Clock France                                                                                     |
| 2013 : 1. Traumateam France                                                                                 | 2012 : 1. The Mixfitz Belgique                                                   | 2011 à Londres : 1. Kireek Japon 2. Cla Leste Brésil 3. Battlestar États-Unis                                  |
| 2010 : 1. Kireek Japon 2. Traumateam France 3. Bionic Stylus Crew Royaume-Uni                               | 2009 : 1. Kireek Japon 2. Traumateam France 3. Bionic Stylus Crew Royaume-Uni    | 2008 : 1. Kireek Japon 2. Traumateam France 3. Intellivision Italie                                            |
| 2007 : 1. Kireek Japon 2. Exodus Allemagne 3. Traumateam France                                             | 2006 : 1. C2C France 2. Disablists Royaume-Uni 3. Dangerous combinasions Espagne | 2005 : 1. C2C France 2. Fresh Dope France 3. Disablists Royaume-Uni                                            |
| 2004 : 1. C2C France 2. La Guilde Belgique 3. Lordz of Fitness Allemagne                                    | 2003 : 1. C2C France 2. La Guilde Belgique 3. Funky Teknicianz Canada            | 2002 : 1. Birdy Nam Nam France 2. La Guilde Belgique 3. Mixologists Royaume-Uni                                |
| 2001 : 1. The Perverted Allies Royaume-Uni 2. Mixologists Royaume-Uni 3. Skratch Action Hiro France & Maroc | 2000 : The Allies États-Unis & Canada                                            | 1999 : 1. Scratch Perverts Royaume-Uni 2. The Allies États-Unis & Canada 3. Skratch Action Hiro France & Maroc |

### Battle for World Supremacy
|                                                      | 2019 : 1. DJ Matsunaga Japon                           |                                                   |
| 2017                                                 | 2016 1. DJ Erick Jay (Brésil)                          | 2015 1. DJ Precision États-Unis                   |
| 2014 : 1. IFTW États-Unis                            | 2013 : 1. Ritchie Ruftone Royaume-Uni                  | 2012 : 1. DJ Vekked Canada                        |
| 2011 : 1. DJ Nelson France 2. Norihito Japon         | 2010 : 1. Switch Royaume-Uni 2. Getback France         | 2009 : 1. Switch Royaume-Uni 2. DJ Nelson France  |
| 2008 : 1. Switch Royaume-Uni 2. DJ Nelson France     | 2007 : 1. DJ Shiftee États-Unis 2. DJ Ordœuvre France  | 2006 : 1. DJ Coma Japon 2. DJ Troubl' France      |
| 2005 : 1. DJ Pro Zeiko Allemagne 2. DJ Irie Pays-Bas | 2004 : 1. DJ Akakabe Japon 2. DJ Silk Kuts Royaume-Uni | 2003 : 1. DJ Tigerstyle # 2. DJ M Rock Canada     |
| 2002 : 1. DJ Netik France 2. Jey Key Espagne         | 2001 : 1. DJ Netik France 2. Snake Eyes États-Unis     | 2000 : 1. DJ Kodh France 2. DJ Skully Royaume-Uni |

### DMC Online
|                                                                                      | 2015 : 1. DJ Vekked Canada                                                                 | 1. I-Dee États-Unis                                                          |
| 2013 finale : 1. Jon 1st Royaume-Uni 2. Vekked Canada 3. Ritchie Ruftone Royaume-Uni | 2012 finale : 1. Fong Fong France 2. Asian Hawk Royaume-Uni 3. Ritchie Ruftone Royaume-Uni | 2011 : 1. Unkut Allemagne 2. Ritchie Ruftone Royaume-Uni 3. Fong Fong France |